# 朱錫恩
朱锡恩（？—？），浙江省海宁县人。清朝官员，医学家。
朱锡恩为光绪二十年（1894年）进士，殿试二甲第三十一名。同年五月，改翰林院庶吉士。光緒二十一年四月，散館，授翰林院編修。历任江南、甘肃乡试副考官、国史馆协修、福建邵武府知府等。
精医术，系承家学，归老后行医自给。